# Martino Bardotti
Martino Bardotti (Poggibonsi, 8 dicembre 1921 – Siena, 20 agosto 2012) è stato un politico italiano.

## Biografia
Laureato in pedagogia, è funzionario pubblico. Esponente della Democrazia Cristiana. Nel 1968 viene eletto alla Camera dei Deputati, venendo confermato anche alle successive elezioni politiche del 1972 e del 1976. Si dimette dalla carica il 18 luglio del 1978.
Dal 1981 a inizio 2012 è presidente di Confcooperative di Siena. Muore il 20 agosto 2012, all'età di 90 anni.